# Letališče Kajaani
Letališče Kajaani (IATA: KAJ; ICAO: EFKI) je letališče na Finskem, ki primarno oskrbuje Kajaani.